# Challenger Concepción 2024
Il Challenger Concepción 2024 è stato un torneo maschile di tennis professionistico. È stata la 4ª edizione del torneo, facente parte della categoria Challenger 50 nell'ambito dell'ATP Challenger Tour 2024, con un montepremi di 41 000 $. Si è giocato dal 22 al 28 aprile 2024 sui campi in terra rossa dello Stadio spagnolo di Chiguayante di Concepción, in Cile.

## Partecipanti

### Teste di serie
| Nazionalità     | Giocatore               | Ranking* | Testa di serie |
| --------------- | ----------------------- | -------- | -------------- |
| Argentina       | Genaro Alberto Olivieri | 194      | 1              |
| Argentina       | Juan Pablo Ficovich     | 238      | 2              |
| Argentina       | Renzo Olivo             | 287      | 3              |
| Ecuador         | Álvaro Guillén Meza     | 291      | 4              |
| Turchia         | Ergi Kırkın             | 302      | 5              |
| Perù            | Gonzalo Bueno           | 336      | 6              |
| Argentina       | Hernán Casanova         | 384      | 7              |
| Rep. Dominicana | Roberto Cid Subervi     | 396      | 8              |

* Ranking al 15 aprile 2024.

### Altri partecipanti
I seguenti giocatori hanno ricevuto una wild card per il tabellone principale:
- Ignacio Becerra
- Daniel Antonio Núñez
- Benjamín Torres

Il seguente giocatore è entrato in tabellone con il ranking protetto:
- Nicolás Álvarez

I seguenti giocatori sono entrati in tabellone come alternate:
- Guido Iván Justo
- Juan Carlos Prado Ángelo

I seguenti giocatori sono passati dalle qualificazioni:
- Stefanos Sakellaridis
- Franco Ribero
- José Pereira
- Lautaro Agustín Falabella
- Franco Roncadelli
- Leonardo Aboian

## Punti e montepremi
| Torneo    | Torneo              | V     | F     | SF    | QF    | 2T  | 1T  | Q | Q2  | Q1  |
| Singolare | Punti               | 50    | 25    | 14    | 8     | 4   | 0   | 3 | 1   | 0   |
| Singolare | Premi in denaro ($) | 5,500 | 3,260 | 1,900 | 1,120 | 660 | 395 | – | 215 | 125 |
| Doppio    | Punti               | 50    | 25    | 14    | 8     | –   | 0   | – | –   | –   |
| Doppio    | Premi in denaro ($) | 2,130 | 1,250 | 745   | 435   | –   | 245 | – | –   | –   |

## Campioni

### Singolare
Gonzalo Bueno ha sconfitto in finale  Juan Pablo Ficovich con il punteggio di 6–4, 6–0.

### Doppio
Seita Watanabe /  Takeru Yuzuki hanno sconfitto in finale  Patrick Harper /  David Stevenson con il punteggio di 6–4, 7–6(6).